# サラマッカ語
サラマッカ語(サラマッカご、Saamaka töngö)は、スリナム共和国で話されている英語基盤のクレオール言語である。スリナムの内陸部にあるスリナム川上流に住む逃亡奴隷の末裔であるサラマッカ族によって話されている。また、近隣のフランス領ギアナにも話者がいる。

## 起源
サラマッカ語は、現在ではスラナン語として知られている、当時沿岸部に近いプランテーションの黒人奴隷によって話されていた英語基盤ピジン言語に由来している。その英語基盤ピジン言語からサラマッカ語が分岐したのは1690年代と推定されている。
サラマッカ語の語彙のほとんどは英語やポルトガル語由来のものが多く、スワデッシュリストによると54%が英語由来、37%がポルトガル語由来である。サラマッカ語が英語基盤のクレオール語であるにも関わらず、ポルトガル語由来の語彙が結構な数で存在しているのは、後に内陸部へ逃亡してサラマッカ族として形成することになる奴隷たちが、ブラジルからフランス領ギアナ経由でスリナムへ移住したポルトガル人奴隷主とそのポルトガル語由来のクレオール言語を話す奴隷達とともに暮らしていた影響と推測される。そのため、かつてはポルトガル語基盤のクレオール言語とされ、英語由来であるかどうか疑問視されることもあった。
またスリナムは1665年から1975年までオランダの植民地であったため、残りの単語の約半分はオランダ語に由来する。
残りの語彙はアフリカ由来であり、最もサラマッカ語の形成に貢献したアフリカ諸言語は西アフリカのフォン語、エウェ語といったグベ諸語とバントゥー諸語のキコンゴ語であり、それぞれ約130語を占めている。また、アカン語由来のものやスリナム内陸部のティリオ語などの先住民諸語由来の語彙も少数含まれている。アフリカ諸言語由来の語彙はほとんどが植物や動物の名前といった文化的な領域で特に顕著であり、また多くのアフリカ諸言語と同じく副詞表現において中心的なイデオフォンも含まれている。

## 音韻
サラマッカ語は音韻的に西アフリカの諸言語に近く、ヨーロッパの言語に典型的な強勢アクセントの代わりに、アフリカ諸言語では一般的な声調を発達させた。

### 母音
|      | 前舌 | 後舌 |
| ---- | ---- | ---- |
| 狭   | i    | u    |
| 半狭 | e    | o    |
| 半広 | ɛ    | ɔ    |
| 広   | a    | a    |

それぞれの母音には対応する鼻母音が存在する。また、母音の長さは3種類である。/bɛ/ 「赤」 /bɛ́ɛ/ 「腹」 /bɛɛ́ɛ/ 「ビール」

### 子音
|        |          | 両唇音 | 両唇音 | 歯茎音 | 歯茎音 | 硬口蓋音 | 硬口蓋音 | 軟口蓋音     | 軟口蓋音     | 軟口蓋音 | 軟口蓋音 |
| plain  | plain    | 両唇音 | 両唇音 | 歯茎音 | 歯茎音 | 硬口蓋音 | 硬口蓋音 | 両唇軟口蓋音 | 両唇軟口蓋音 |          |          |
| ------ | -------- | ------ | ------ | ------ | ------ | -------- | -------- | ------------ | ------------ | -------- | -------- |
| 鼻音   | 鼻音     | m      | m      | n      | n      | ɲ        | ɲ        |              |              |          |          |
| 破裂音 | plain    | p      | b      | t      | d      | c        | ɟ        | k            | ɡ            | k͡p       | ɡ͡b       |
| 破裂音 | 前鼻音化 |        | ᵐb     |        | ⁿd     |          | ᶮɟ       |              | ᵑɡ           |          |          |
| 入破音 | 入破音   |        | ɓ      |        | ɗ      |          |          |              |              |          |          |
| 摩擦音 | 摩擦音   | f      | v      | s      | z      | ç        |          |              |              |          |          |
| 接近音 | 接近音   |        |        | l      | l      | j        | j        |              |              | w        | w        |